# Lotos orzechodajny
Lotos orzechodajny, nurzykłąb orzechodajny (Nelumbo nucifera Gaertn.) – gatunek wieloletniej rośliny z rodziny lotosowatych (Nelumbonaceae). Rośnie dziko w Azji, gdzie występuje w pasie od delty Wołgi po Japonię na północy i w Australii. Rozprzestrzenia się też gdzieniegdzie w innych regionach świata.

## Morfologia

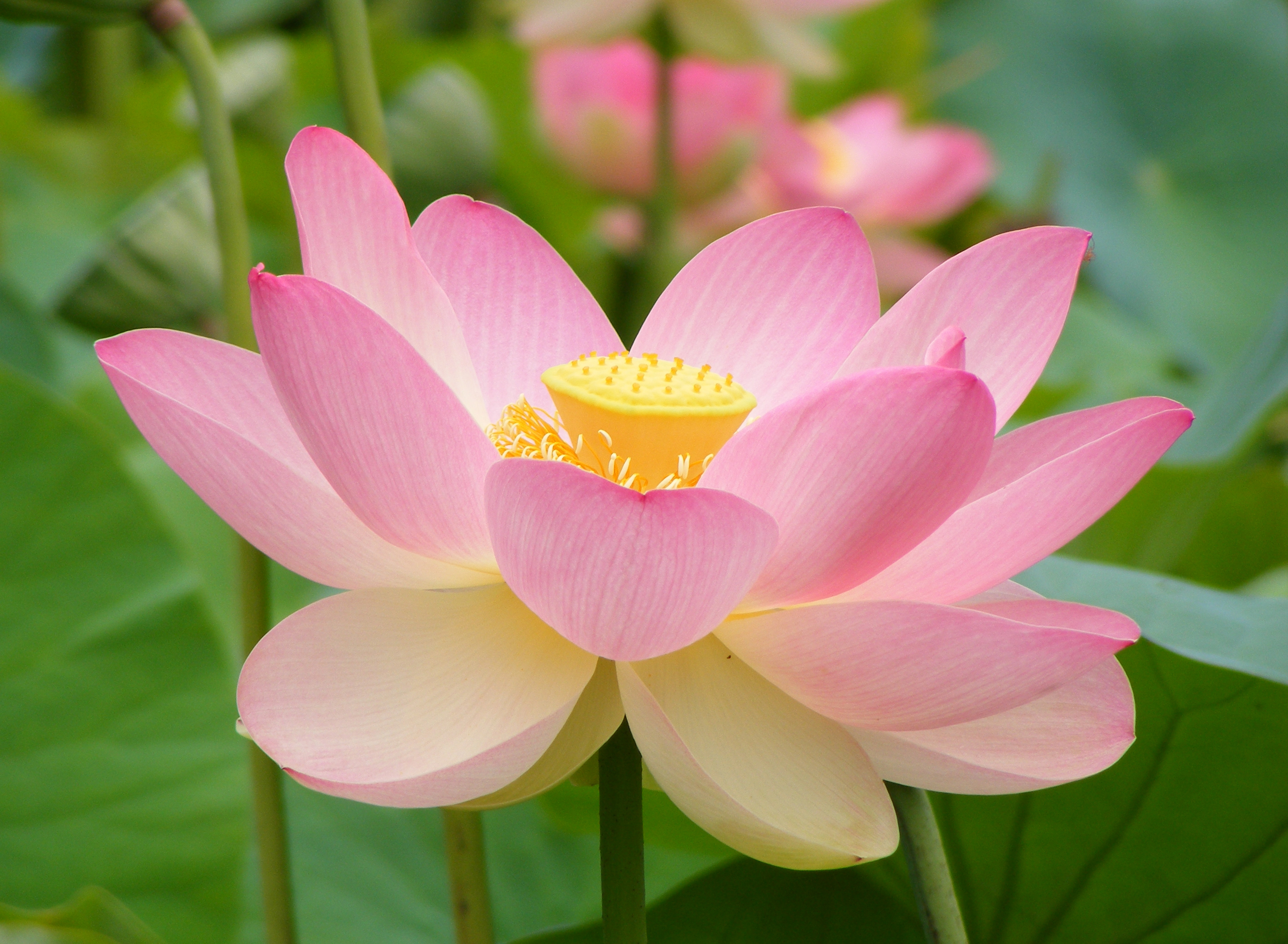
Kwiat lotosu orzechodajnego w ogrodzie botanicznym w Adelaide (południowa Australia)

PokrójZ grubego kłącza płożącego się w mule wyrastają duże liście i kwiaty wznoszące się nad powierzchnię wody.
LiścieMłode liście pływają po wodzie, ale starsze wznoszą się nawet do 1,5 m nad jej powierzchnię. Mają kształt tarczowaty i są zagłębione pośrodku. osiągają szerokość 30–90 cm i pokryte są woskiem, którego specyficzna struktura warunkuje istnienie zjawiska zwanego efektem lotosu.
KwiatyPojedyncze, różowe lub białawe o średnicy 12–30 cm, pachnące. Zarówno pręciki (żółte), jak i słupki liczne. Te ostatnie zagłębione są w charakterystycznym dnie kwiatowym. Zarówno kwiaty, jak i liście wyrastają ponad wodę.
OwocOwalne do 2,5 cm długości zawarte są w brązowym, korkowaciejącym dnie kwiatowym, które rozrasta się do 12 cm średnicy.

## Zastosowanie i znaczenie
- Kwiat lotosu jest symbolem odrodzenia i czystości dla hindusów i buddystów. Często Budda jest przedstawiany pośrodku kwiatu tego lotosu[4].
- Jest rośliną jadalną – jada się kłącza, młode liście i owoce (przed spożyciem należy tylko usunąć gorzki zarodek).
- W krajach o cieplejszym klimacie (strefy mrozoodporności 6-9) jest uprawiany w zbiornikach wodnych jako roślina ozdobna[4]
- z włókien obecnych w łodygach otrzymuje się włókno o świetnych parametrach[5], służące do wytwarzania tzw. jedwabiu